# Schmidmühle
Schmidmühle (auch „Schmiedmühle“, „Schmidtmühle“; früher auch „Sengenmühl“, „Sengermühle“ oder „Schneidermühle“, „Schneidmühle“) ist eine abgegangene Mühle, aber noch ein existierender Gemeindeteil der Gemeinde Sengenthal im Landkreis Neumarkt in der Oberpfalz in Bayern.

## Lage
Die Einöde Schmidmühle liegt westlich vor der Albstufe des Oberpfälzer Jura. Die Mühle selber lag dort an dem der Sulz zufließenden Wiefelsbach, der neben acht anderen Mühlen das Mühlrad für den einen Mahlgang der Schmidmühle (so 1836) antrieb.

## Geschichte
Die Mühle soll zu dem 1180 aufgeführten Besitz der bayerischen Herzöge (5 Huben und 2 Lehen in „Sengental“) gehören, der von den Staufern auf sie übergegangen ist. In den Salbüchern der Bayernherzöge ist sie als „Sengenmühle“ eingetragen. Nach einem Verzeichnis von 1616 stand der Hauszehent dem Pfarrer von Berngau zu, zu deren 1480 errichteten Filiale St. Nikolaus Reichertshofen (ab 1853 eigene Pfarrei) die Mühle ursprünglich gehörte.
Im Dreißigjährigen Krieg wurde die Mühle, die damals im Besitz des Pflegamtsverwalters des wolfsteinischen Schlosses Burgruine Obersulzbürg war, zerstört und 1663 von einem Neumarkter Huf- und Waffenschmied wiederaufgebaut. Wahrscheinlich erhielt die Mühle damit den Namen „Schmidmühle“. Auch für 1670 ist überliefert, dass der Klein- und Großzehent der Mühle dem Pfarrer zukommt.
Am Ende des Alten Reiches, um 1800, gehörte die Mühle zur Oberen Hofmark Berngau und unterstand hochgerichtlich dem herzoglich-baierischen Schultheißenamt Neumarkt.
Im Königreich Bayern wurde zwischen 1810 und 1820 der Steuerdistrikt Forst, dann die gleichnamige Ruralgemeinde des Rentamtes Neumarkt gebildet, die aus Forst selber, Braunshof, Rocksdorf und Stadlhof bestand. In diese Gemeinde wurde die Gemeinde Wiefelsbach des Steuerdistrikts Reichertshofen mit ihren zehn Einöden integriert, außer der Schmiedmühle die Kindlmühle, die Kastenmühle, die Birkenmühle, die Braunmühle, der Dietlhof, die Gollermühle, die Ölkuchenmühle, die Schlierfermühle und die Seitzermühle. So erscheint 1834 die Schmidmühle als einer von sechs Orten von Sengenthal.
1848 umfasste das Areal der Schmidmühle 147,61 Tagewerk; dazu hatte der Müller noch Besitz in Reichertshofen und Stauf. Gemäß der Volkszählung vom 1. Dezember 1875 bestand die Mühle aus drei Gebäuden und hatte 13 Einwohner, an Großvieh drei Pferde und 21 Stück Rindvieh.
Seit dem 18. Jahrhundert im Besitz der Müllerfamilie Gmelch, starb als letzter Müller der Schmidmühle 1937 Josef Gmelch. Danach ging die Mühle in den Besitz von Nürnberger Bürgern über und wurde zu einem Erholungsheim umgebaut, das wegen seines eisenhaltigen Brunnens einige Bekanntheit erlangte. 1940 mietete ein nahes Zementwerk das Heim zur Unterbringung ausländischer Arbeitskräfte und kaufte es schließlich 1942. Ein Teilabbruch erfolgte 1952. 1967 wurden die Stallungen des Anwesens zu einer Pension für Reitpferde umgewidmet. 1991 erwarb ein Ehepaar aus Neumarkt das restliche Schmiedmühlen-Anwesen.
Erhalten hat sich (Stand: 1986) ein zweistöckiges Wohnstallhaus mit Fachwerkgiebel aus dem 18. Jahrhundert, das als Baudenkmal gilt.

### Einwohnerzahlen
- 1830: 04 (1 Haus)[12]
- 1836: 11 (1 Haus)[13]
- 1861: 14 („Schneidmühle“, 3 Gebäude)[14]
- 1871: 13[15]
- 1938: 26[16]
- 1961: 12 (2 Wohngebäude)[17]
- 1987: 04 (1 Wohngebäude, 1 Wohnung)[18]